# Tandy 1000
Tandy 1000 è stata la prima linea di personal computer IBM compatibile prodotta dalla Tandy Corporation, a partire dal 1984. Negli Stati Uniti era venduta nella catena Radio Shack.
Il Tandy 1000 si proponeva, a un prezzo molto competitivo, come integralmente compatibile con i PC IBM, sebbene la disposizione dei tasti sulla tastiera fosse un po' differente, in risposta ad alcune critiche che venivano fatte alla comodità delle tastiere IBM. Rispetto ai modelli base dei PC inoltre offriva una più ampia gamma di interfacce di collegamento.
Il Tandy 1000 fu il primo di una serie di modelli che aggiunsero al numero alcune lettere per differenziarsi.

## Caratteristiche
Il Tandy 1000 originale è costituito da un case orizzontale, di dimensioni 420x335x150 mm, con tastiera indipendente e con uno o due lettori di floppy disk da 5,25" integrati. Il modello minimo è dotato di 128 kB di RAM espandibili e di un solo lettore di floppy.
A differenza dei classici computer IBM il sistema Tandy include all'interno della scheda madre una serie di chip dedicati che gestiscono l'audio, il video, le porte joystick e il lettore di floppy disk. Un classico computer IBM per replicare le funzionalità dei computer Tandy avrebbe dovuto occupare cinque slot con un costo e un ingombro nettamente superiori. Comunque i sistemi Tandy erano dotati di 5 slot al fine di poter inserire ulteriori espansioni non previste dai progettisti.
Il BIOS del Tandy 1000, creato dalla Phoenix Compatibility Corporation, riuscì a imitare eccezionalmente bene quello dei PC IBM, caratteristica importante ai fini della compatibilità di tutto il software.
Le modalità video disponibili sono 80x25 caratteri di testo e 640x200 pixel in alta risoluzione, con 8 colori simultanei da una scelta di 16 possibili.